# 木下めぐみ
木下 めぐみ（きのした めぐみ、1971年11月8日 - ）は、日本の元AV女優。
出身地：大分県。血液型：A型。身長：163cm、スリーサイズ：B83 / W59 / H85。

## 略歴
- 1990年 - AVデビュー
- 1991年 - 引退

## 人物
- 趣味：読書
- 好きな色：白
- 好きなタレント：木梨憲武、唐沢寿明
- 好きな食べ物：アイスクリーム
- 嫌いな食べ物：パセリ、セロリ
- 好きな季節：春
- 好きな男性のタイプ：爽やかで清潔な人
- 嫌いな男性のタイプ：不潔な人
- 尊敬する人：小学校の頃は豊臣秀吉
- 将来の夢：フラワーデザイナー
- 高校卒業後、就職で東京にいたときに渋谷でスカウトされた。

以上写真集『Apa Kabar』のインタビューより

## 作品

### アダルトビデオ
- ジャスト・オンリー・ユー
- バレンタイン物語
- 愛の証は燃える腰つき、もう会えないかもしれない
- 卒業そして…
- のぼっていくの

※すべてコロナ社の作品。
- セーラー服で誘われて（大陸書房）

### 写真集
- Apa Kabar（1991年6月15日、野川イサム撮影、三和出版）